# Xattà
Xattà (en rus: Шатта) és un poble de Calmúquia, a Rússia, segons el cens del 2012 tenia 88 habitants. Pertany al districte municipal d'Ikí-Burul.